# Raffaele Agostino De Ferrari
Raffaele Agostino De Ferrari (Genova, 20 luglio 1732 – Genova, 17 gennaio 1801) fu il 180º doge della Repubblica di Genova.

## Biografia

Stemma dei De Ferrari

Figlio di Gerolamo De Ferrari e Isabella Adorno, nacque a Genova il 20 luglio 1732 e fu battezzato nella basilica di Santa Maria delle Vigne.
Ascritto nel Libro d'oro della nobiltà genovese il 6 dicembre 1754, assieme al fratello Baldassarre, per i successivi vent'anni pare non abbia mai avuto un incarico pubblico per la Repubblica di Genova. Solamente nel 1774 il nome di Raffaele Agostino De Ferrari compare tra i membri del Senato, e più volte fu senatore sino alla nomina dogale, padre del Comune nel 1776, addetto alla giunta di Marina e ai Confini nel 1780, sindacatore della Ruota civile nel 1783 (dovette poi dimettersi nel 1784 per una causa che lo riguardava e che doveva essere discussa in quel tribunale), protettore delle Compere di San Giorgio nel 1786.
Quasi inaspettatamente la sua candidatura ottenne il 4 luglio 1787 una larga maggioranza di 227 voti a favore su 321 membri del Gran Consiglio che lo portarono alla guida dello stato genovese: il centotrentacinquesimo in successione biennale e il centottantesimo nella storia repubblicana. Per festeggiare la sua elezione, il nuovo doge, al banchetto di celebrazione tradizionale, fece imbandire uno storione lungo dieci palmi, che aveva pagato quindici rubbi. Grandi e solenni festeggiamenti furono celebrati pure a Voltaggio dove il De Ferrari aveva vasti possedimenti.
Durante il suo mandato si assistette alla fortunosa cattura, l'11 agosto 1788, nelle acque antistanti la cittadina ponentina di Bordighera, di uno sciabecco algerino: dei 117 marinai turchi fatti prigionieri dalle galee genovesi San Giorgio e Raggio (o Raggia), 50 furono uccisi.
Cessò il biennio dogale il 4 luglio 1789 e già il 13 luglio, come prevedevano le nuove norme del cerimoniale dell'uscita di carica emanate dai Collegi, si presentò dinnanzi ai supremi sindacatori per un giudizio sul suo operato di doge; giudicato positivo, Raffaele Agostino De Ferrari entrò di diritto tra i procuratori perpetui. Con il dogato non terminò però il suo operato pubblico che lo vide fino alla caduta della Repubblica di Genova sul finire del 1797 quale membro della giunta della Marina e ai Confini.
Durante la dominazione del Governo Provvisorio della Repubblica Ligure, istituito dopo la caduta della repubblica genovese dopo gli avvenimenti napoleonici, fu ritenuto uno dei responsabili assieme ad altri nobili delle sommosse popolari in val Bisagno e in val Polcevera contro il nuovo stato filo-francese. Tratto in arresto e strettamente sorvegliato rimase incarcerato con altri 11 esponenti della nobiltà genovese ritenuti "sempre nemici dell'attuale sistema e affezionati al suo antico governo". Morì a Genova il 17 gennaio 1801 trovando sepoltura nel santuario di Nostra Signora Incoronata a Coronata.
In vita privata sposò Settimia Spinola e solo il primogenito figlio Andrea beneficò del suo cospicuo patrimonio. Suo nipote Luigi Raffaele De Ferrari fu il marito della marchesa Maria Brignole Sale De Ferrari.